# كنيسة الثالوث (نوفوتشركاسك)
كنيسة الثالوث (بالروسية: Троицкая церковь or Церковь Троицы Живоначальной)، هي كنيسة روسية أرثوذكسية تقع في نوفوتشركاسك، روستوف أوبلاست، روسيا، اكتمل بناؤها سنة 1856.

## تاريخ

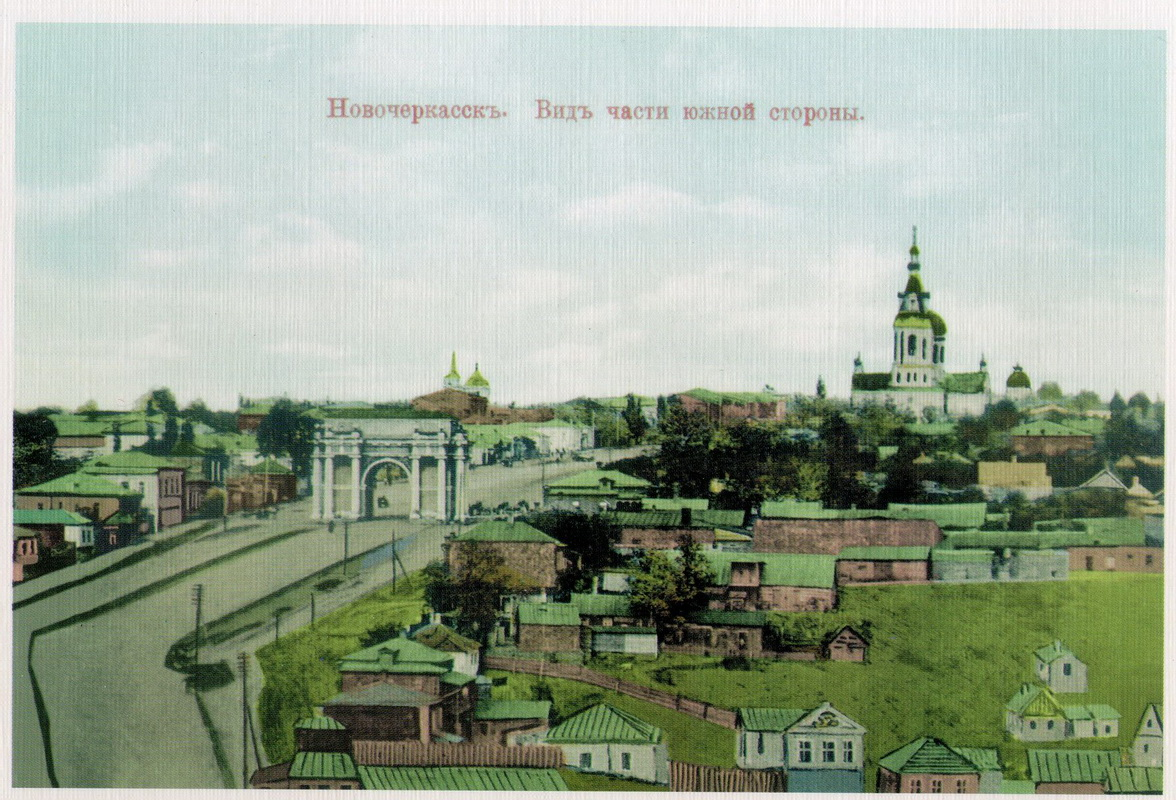
منظر من نوفوتشركاسك من جانبها الجنوبي، حيث يمكن مشاهدة كنيسة الثالوث

بنيت أول كنيسة ثالوث خشبية على ساحة ترويتسكايا (الثالوث) في عام 1810. وبعد عقود، انهار سياج الكنيسة في عام 1830.
في عام 1856 تم الانتهاء من بناء الكنيسة.
في سنة 1915، كان لكنيسة الثالوث خمس قِباب، وبرج جرس من الحجر، وتتكون من طابقين. كان شكل القبة الرئيسية مخروطيا مع ثمانية نوافذ. وكانت الصلبان على مصليات الكنيسة مصنوعة من الحديد. في الطبقة الدنيا من برج الجرس كانت هناك عشرة أجراس. كان مطعم كنيسة الثالوث واسعا جدا - طوله 12 مترا وعرضه 8.5 مترا وارتفاعه 9.6 أمتار. عند مدخل الكنيسة على الجانبين الأيمن والأيسر كانت الجوقات.
أغلقت كنيسة الثالوث في منتصف الثلاثينيات خلال حملة واسعة ضد الدين. قبل أن يتم تدميرها.

## روابط خارجبة
- كنيسة الثالوث على موقع sobory.ru